# (1284) Latvia
(1284) Latvia est un astéroïde de la ceinture principale découvert le 27 juillet 1933 par l'astronome allemand Karl Wilhelm Reinmuth. 

## Historique
Le lieu de découverte est Heidelberg (024). Sa désignation provisoire était 1933 OP.

## Caractéristiques
Sa distance minimale d'intersection de l'orbite terrestre est de 1,229990 ua.